# Stephan Schmidheiny
Pour les articles homonymes, voir Schmidheiny.
Stephan Schmidheiny, né le 29 octobre 1947 à Heerbrugg, Saint-Gall (Suisse), est un industriel suisse milliardaire.
En 2022, le magazine Forbes estime sa fortune personnelle à 2,3 milliards de dollars.

## Biographie
Stephan Schmidheiny fait ses études à l'université de Zurich et commence sa carrière dans l'entreprise familiale Eternit. Selon son frère, Thomas Schmidheiny, l'empire industriel hérité de leur père Max aurait été divisé en deux : l'amiante pour Stephan, le ciment pour Thomas.
Stephan Schmidheinhy est nommé en 1975 CEO d'Eternit Suisse et exerce diverses fonctions dans les autres satellites du groupe Eternit.
En 1984, il hérite du groupe familial. En 10 ans, il revend la plupart de ses actifs et diversifie sa fortune, notamment en investissant dans l'entreprise de montres Swatch alors à la dérive.
En 1990, il rachète l'entreprise de négoce international Cosa Liebermann à l'entrepreneur Claude Barbey.
Il fut le principal conseiller pour les affaires de Maurice Strong, secrétaire général de la Conférence des Nations unies sur l’environnement et le développement, plus connue sous le nom de sommet de la Terre de Rio (1992). 
Il fonde en 1995 le World Business Council for Sustainable Development.
En 2003, il place un milliard de dollars dans une fondation appuyant l'entrepreneuriat en Amérique latine, Avina, qu'il a créée en 1994 avec Peter Fuchs.

## Scandale de l'amiante
En tant qu'ancien dirigeant de la société Eternit, il est l'un des deux principaux accusés du procès de l'amiante à Turin en Italie, ouvert en 2009,.
Le 13 février 2012, il est condamné par le tribunal correctionnel de Turin à la peine de 16 ans de réclusion criminelle, tout comme le baron belge Louis Cartier de Marchienne. Il ne s'est cependant jamais présenté au procès. Les deux coupables devront également indemniser les parties civiles (victimes salariées, voisins des usines, collectivités locales, sécurité sociale, associations…) à hauteur d'environ 100 millions d'euros.
Le 3 juin 2013, il est condamné par la cour d'appel de Turin à 18 ans de prison ferme.
En novembre 2014, il échappe à sa condamnation pour le désastre écologique de l'amiante sur la base de la Constitution et du code pénal italiens stipulant qu'il n'a « jamais été opérationnel ni dans la direction ni dans le conseil d’administration de la société italienne Eternit SpA. »

## Publications
- (en) Stephan Schmidheiny, Changing Course: A Global Business Perspective on Development and the Environment, The MIT Press, 1er avril 1992 (ISBN 978-0262691536)
- (en) Stephan Schmidheiny et Federico J. L. Zorraquin, Financing Change, Mit Pr, 15 janvier 1996 (ISBN 978-0262193702)

## Distinctions
Il a obtenu plusieurs doctorats honoris causa :
- INCAE Business School (en) (Costa Rica, 1993)
- Université Yale (États-Unis, 1996)
- Rollins College (en) (États-Unis, 2001)
- Université catholique Andrés-Bello (Venezuela, 2001)